# Łopuchowo (gromada)
Łopuchowo – dawna gromada, czyli najmniejsza jednostka podziału terytorialnego Polskiej Rzeczypospolitej Ludowej w latach 1954–1972.
Gromady, z gromadzkimi radami narodowymi (GRN) jako organami władzy najniższego stopnia na wsi, funkcjonowały od reformy reorganizującej administrację wiejską przeprowadzonej jesienią 1954 do momentu ich zniesienia z dniem 1 stycznia 1973, tym samym wypierając organizację gminną w latach 1954–1972.
Gromadę Łopuchowo z siedzibą GRN w Łopuchowie utworzono – jako jedną z 8759 gromad – w powiecie wysokomazowieckim w woj. białostockim, na mocy uchwały nr 24/V WRN w Białymstoku z dnia 4 października 1954. W skład jednostki weszły obszary dotychczasowych gromad Łopuchowo, Sierki, Hermany i Nieciece ze zniesionej gminy Tykocin w tymże powiecie. Dla gromady ustalono 13 członków gromadzkiej rady narodowej.
1 stycznia 1958 roku gromadę włączono do powiatu białostockiego.
31 grudnia 1959 gromadę Łopuchowo zniesiono, włączając ją do gromad Jeżewo (wieś Łopuchowo) i Tykocin (wsie Sierki, Hermany, Nieciece i Kiermusy oraz obszar l.p. N-ctwa Trzcianne obejmujące oddziały 159, 160–173).